# Polsko-švédská válka (1626–1629)
Polsko-švédská válka v letech 1626–1629 je označení pro řadu polsko-švédských střetnutí o ústí Visly, která byla pokračováním války z let 1621–1626 a vedla ke zpustošení Pomoří a Kujavska (polsky Kujawy). Tato střetnutí byla ukončena 16. září 1629 příměřím v Altmarku.
Po vítězném tažení v Livonsku (polsky Inflanty) a Kuronsku (polsky Kurlandia) v letech 1621–1626 se švédský král Gustav II. Adolf rozhodl donutit polského krále Zikmunda III. Vasu, aby se s konečnou platností zřekl práva na švédskou korunu. 6. července 1626 se vylodil v Piławie a postupoval po souši směrem na Gdaňsk. Za 20 dní obsadil, převážně bez výstřelu, 16 měst. Mimo jiné Braniewo (odkud Švédové vyvezli rozsáhlou jezuitskou knihovnu), Frombork, Elbląg (13. července), Ornetu (17. července) a Malbork (18. července). Pak se Švédové přeplavili přes Vislu, obsadili Tczew, Gniew, Starogard, Oliwu a Puck, načež se shromáždili v úrodné krajině Źuław, mezi Vislou a Nogatem, kde se připravovali k útoku na Gdaňsk. V té době byla Visla vzedmutá, což gdaňským umožnilo Źuławy zatopit a na nějakou dobu tak švédský postup zbrzdit.
Polská armáda se shromáždila v Toruni, kde očekávala příjezd polního maršálka Stanisława Koniecpolského, který stál na Ukrajině proti Tatarům. Když dlouho nepřicházel, vytáhla královská armáda na Grudžondz (Grudziądz), kde se spojila s vojvodou Melchiorem Wejherem. Spojené vojsko, čítající 12 000 vojáků, oblehlo Gniew, významnou pevnost na Visle, hájenou slabou švédskou posádkou. Když se o obležení Gniewu dozvěděl Gustav II. Adolf, vydal se tam se 1700 jezdci, 8150 pěšáky a 74 děly. K prvním střetům došlo 22. září 1626, ale až 1. října byla svedena nerozhodná bitva, po níž se polská vojska zakopala u obce Czarlin (5 km jihozápadně od Tczewa) a odřízla Švédům cestu na Gdaňsk. V té době ovládli gdaňští měšťané plavbu na Visle a začali posilovat fortifikaci města. Švédové tak zůstali uzavřeni na Źuławách a v Prusech knížecích. Gustav Adolf seznal, že toho roku už nemůže Gdaňsk dobýt, předal velení kancléři Axelu Oxenstiernovi a odjel do Švédska shromažďovat novou armádu. 21. října 1626 se k polskému vojsku přidal Stanisław Koniecpolski s částí svých vojsk. Převzal hlavní velení a pro další boje stanovil taktiku nenadálých přepadů švédských komunikačních linií a zásobovacích základen, což málo pohyblivé, převážně pěší švédské oddíly zaskočilo. Útoky rychlých jízdních formací vzbudily dojem, že Poláci jsou mnohem početnější, než tomu ve skutečnosti bylo. Díky Koniecpolského taktice ztratili Švédové iniciativu a stáhli se do pevností. V polovině prosince oblehl Koniecpolski Puck.
Když na jaře 1627 povolily ledy na Visle a byla obnovena lodní doprava, zlepšila se zásobovací situace, což dovolilo Koniecpolskému zintenzivnit bojovou činnost. 2. dubna 1627 dobyl, ve spolupráci s loďstvem, Puck, a dva týdny poté obklíčil u města Czarne (JZ od Gdaňsku) švédský odřad plukovníků Streiffa a Teufela a donutil je ke kapitulaci. Po tomto úspěchu se na stranu Rzeczypospolitej přidal braniborský kurfiřt Jiří Vilém. Pro zvýšení početního stavu polské armády získal polský král od císaře Ferdinanda II. Habsburského povolení k náboru v habsburských zemích. Německý císař tak chtěl vázat Švédy v Polsku, aby se v Německu nemohli zapojit do Třicetileté války. Finanční situace Rzeczypospolitej se však nadále zhoršovala, neboť zablokováním Gdaňského přístavu prakticky ustal polský zahraniční obchod. Polská válečná flotila navíc nedokázala zabránit vylodění Gustava Adolfa s čerstvými posilami v Piławě. Švédský král věděl o špatné bojové morálce polských vojáků, kteří nedostávali žold, čehož zkusil využít k útoku na Gdaňsk. V noci z 22. na 23. května 1627 se pokusil překročit Vislu u Kiezmarku, ale švédské lodě do sebe ve tmě začaly narážet. Na hluk reagovaly gdaňské oddíly a Koniecpolského pěchota palbou. Když připlul Gustav Adolf zjednat pořádek, zasáhla jej náhodná střela do boku a druhá zranila jeho pobočníka, hraběte Thurna. Navíc se Polákům podařilo zajmout jednu švédskou loď i s posádkou . V červnu soustředil Gustav Adolf silnou armádu u Tczewa. Koniecpolski zareagoval vysláním hejtmana Mikołaje Potockého na Braniewo, aby se pokusil Švédy odříznout od Piławy, ale Gustav Adolf jej zahnal. Zatím Koniecpolski donutil ke kapitulaci švédskou posádku v Gniewu. Pak se Švédům přeci jenom podařilo překonat Vislu a Koniecpolski, nechtěl-li pustit Švédy do Gdaňsku, musel podstoupit nerovnou bitvu se silnějším protivníkem. V Bitvě u Tczewa (17. a 18. srpna 1627) však stálo štěstí na straně Polska. Gustav II. Adolf byl těžce raněn, bitva skončila bez vítěze a bojové akce v Pomoří ustaly. Švédský král přenechal velení kancléři Oxenstiernovi a 26. října 1627 odjel do Švédska, zformovat další armádu.
Na sklonku roku 1627 navrhl Gustav II. Adolf polskému sejmu, že za vysoké odstupné odejde z Prus i Inflant a spor o švédskou korunu odloží. To polský sejm překvapivě odmítl a rozhodl o pokračování války až do úplného vítězství. Neschválil však odpovídající finanční zajištění, takže hospodářsky vyčerpané Polsko bojovalo proti dokonale vycvičené a po všech stránkách zabezpečené švédské armádě. Švédsku však odepřelo finanční pomoc dosud spřátelené Holandsko, které požadovalo uzavření míru v zájmu obnovení námořního obchodu na Baltu. Gustav Adolf se tedy rozhodl vést válku vlastními silami a mírovou smlouvu na Polsku vynutit. Na podzim 1627 odjela většina švédských lodí, které blokovaly gdaňský přístav, zimovat do Švédska. V Gdaňsku zůstalo 6 válečných lodí, které měly udržet blokádu do prosince. Švédové si byli natolik jisti námořní převahou, že je zaskočilo už samotné objevení polské válečné flotily, natož, když polský admirál Arendt Dickman 28. listopadu 1627 zaútočil. V "Bitvě u Olivy" švédské loďstvo porazil a blokádu dočasně uvolnil. Bitva se stala nejslavnějším vítězstvím polského námořnictva v jeho historii. Na jaře 1628 však posílené švédské loďstvo přístav znovu zablokovalo.
V roce 1628 byla finanční situace polské armády tak nepříznivá, že král svolal mimořádný sejm. Ten konečně schválil válečné daně, takže bylo možno vyplatit vojsku dlužný žold. To sice zvedlo Polákům morálku, ale Gustav II. Adolf přivezl ze Švédska čerstvé posily. Švédové tak měli nyní nejen technickou, ale i téměř dvojnásobnou početní převahu. Přesto se nepokusili o nový útok na Gdaňsk, ale systematicky devastovali obsazená území, aby donutili Rzeczpospolitu k uzavření mírové smlouvy. Gustav II. Adolf také navrhl spojenectví Kozákům, Tatarům, Rusku, Sedmihradsku a německým protestantským knížatům. Koniecpolski nadále vedl partyzánskou válku a cvičil pěchotu ve švédském způsobu boje. V noci na 6. července 1628 Švédové neočekávaně napadli polské válečné lodě u pevnosti Latarnia (dnešní Wisłoujście) pod Gdaňskem a způsobili jim těžké ztráty. Potom se neúspěšně pokusili zaujmout pozice u Tczewa. Na to se Švédové stáhli zpět a postupovali na Grudziądz, nechávajíce za sebou spálenou zemi. Jejich postup však zastavil Koniecpolski na řece Ose. 24. září 1628 napadl Gustav II. Adolf Brodnici (50 km jihovýchodně od Grudziądze), s velkými ztrátami ji obsadil, ale Poláci ji obklíčili. Na podzim 1628 usoudil Koniecpolski, že toho roku k větším vojenským operacím už nedojde, svěřil velení Potockému a odebral se na jednání sejmu, aby vymohl další peníze. Hlavním úkolem Potockého bylo udržení blokády Brodnice, jejíž situace byla tak vážná, že švédské posádce hrozilo vyhladovění. Kancléř Axel Oxenstierna, velící v nepřítomnosti Gustava Adolfa švédským vojskům, však shromáždil vojsko v 80 km vzdáleném Miłomłynu, 6. února 1629 zahájil pochod na Brodnici a 11./12. února Potockého v bitvě u Górzna na hlavu porazil. Tato porážka ovlivnila polský sejm natolik, že zvýšení prostředků na armádu neprodleně schválil, což umožnilo formování nových jednotek. Nadto přibylo na počátku června 1629 do Polska 10 000 vojáků rakouského císaře Ferdinanda II. Ti však, vyhladovělí a zdivočelí útrapami třicetileté války, rabovali a krutě zacházeli s obyvatelstvem, které se bouřilo. Nepokoje chtěl využít Gustav II. Adolf ke zničení císařského vojska dříve, než se spojí s Koniecpolským. Vytáhl z Malborku, ale když se dozvěděl, že ke spojení už došlo, rozhodl se k návratu. Na zpáteční cestě utrpěl u Trzciana rozhodující porážku.
Švédové se pak uzavřeli do tvrzí a Poláci neměli síly ani prostředky na jejich obléhání. Po dlouhých jednáních bylo 6. září 1629 ve Starém Targu (Altmark) uzavřeno šestileté příměří, které však skončilo už v roce 1632, po smrti Zikmunda III. Tehdy se nový polský král Vladislav IV. Vasa rozhodl dosáhnout definitivního vítězství, neboť Švédsko se nacházelo v krizi a dalšímu konfliktu chtělo za každou cenu zabránit. Polská vysoká šlechta a město Gdaňsk s válkou nesouhlasili, takže byl Vladislav nucen 12. září 1635 uzavřít ve Štumské Vsi nové příměří, které bylo dodržováno do roku 1655.